# 王仁輔
王仁輔（1885年—1959）字士枢，江苏昆山人，中华民国数学家。

## 生平
王仁輔早年獲得美國的庚子事變賠款獎學金，赴美留学，获哈佛大学学士学位。回到中国后，历任北京交通大学教务长，北京大学数学系主任、教授，国立北平大学文理学院教授等职务。